# Qualcosa di più
Qualcosa di più è il secondo album di Annalisa Minetti, pubblicato dalla Sony Music nel 1999.
Il primo singolo estratto dall'album è Due mondi. Vengono estratti rispettivamente come secondo, terzo e quarto singolo La luce in me nel 1999, e Inequivocabilmente tu e La prima notte nel 2000.
Il disco oltre che come CD viene pubblicato anche nel formato LP in vinile.

## Tracce
CD - Columbia 495195 2 (Sony)
1. La voce della verità – 3:13 (Sheryl Crow, Michele Galasso, Philippe Leon)
2. Io non ti conosco – 4:01 (testo: Ron – musica: Ron, Fabio Coppini)
3. One More Time – 3:58 (testo: Ivana Spagna – musica: Ivana Spagna, Giorgio Spagna)
4. Inequivocabilmente tu – 4:22 (testo: Stefano D'Orazio – musica: Dodi Battaglia, Fio Zanotti)
5. Due mondi – 4:31 (testo: Mogol – musica: Lucio Battisti)
6. Si incomincia dalla sera – 4:22 (Biagio Antonacci)
7. La luce in me – 4:20 (testo: Enrico Ruggeri – musica: Michele Vicino, Bruno Bergonzi)
8. La prima notte – 3:58 (testo: Federico Cavalli – musica: Eros Ramazzotti, Vladimiro Tosetto)
9. Ti amerò – 4:04 (Mariella Nava)
10. Da questo mare – 3:59 (Kaballà, Grazia Di Michele)

Durata totale: 40:48